# Daphnis torenia
Daphnis torenia là một loài bướm đêm thuộc họ Sphingidae. Nó được tìm thấy ở Thái Bình Dương, bao gồm Fiji, New Hebrides và Hawaii.
Loài này đôi khi được xem là phụ loài của Daphnis placida nhưng đã phục hồi lại loài riêng của nó.